# Association Sportive Olympique de Chlef
L'Association Sportive Olympique de Chlef (àrab: الجمعية الرياضية لأولمبي الشلف, al-Jamaʿiyya ar-Riyāḍiyya al-Ūlimbī ax-Xlif) és un club de futbol algerià de la ciutat de Chlef.

## Història
Va ser fundat el 13 de juny de 1947 amb el nom Association Sportive Orléansvilloise. El 1962, amb la independència, es convertí en Asnam Sportive Olympique.
El 2005 es proclamà campió de copa en vèncer USM Sétif 1-0 a la final. El 2011 es proclamà campió de lliga per primer cop.
Els seus colors són el blanc i el vermell.

## Palmarès
- Lliga algeriana de futbol: [7]
  - 2010-11
- Copa algeriana de futbol: [8]
  - 2004-05
  - 2022-23